# Gobiomorphus coxii
Gobiomorphus coxii är en fiskart som först beskrevs av Krefft, 1864.  Gobiomorphus coxii ingår i släktet Gobiomorphus och familjen Eleotridae. Inga underarter finns listade i Catalogue of Life.